# Erioptera minor
Erioptera minor är en tvåvingeart som beskrevs av De Meijere 1920. Erioptera minor ingår i släktet Erioptera och familjen småharkrankar. Inga underarter finns listade i Catalogue of Life.